# Аверкиев, Сергей Васильевич
Серге́й Васи́льевич Аве́ркиев (1895—1942) — советский скульптор.

## Биография
Сергей Аверкиев родился 23 марта (6 апреля) 1895 года в деревне Залесье Ямбургского уезда Санкт-Петербургской губернии. В 1906—1910 год работал батраком. С 1910 по 1915 года — рабочий-деревообделочник в порту. В 1912—1913 годах служил во флоте. Принимал участие в Октябрьской революции. В 1923—1927 годах учился в ленинградском ВХУТЕИНе (Академии художеств). В 1927—1931 годах — научный сотрудник и хранитель Музея города в Ленинграде. С 1931 года — аспирант Академии (Института пролетарского изобразительного искусства).
В 1927 году получил в Харькове премию за эскиз «Смычка города с деревней». Принимал участие в скульптурном оформлении фриза Дворца культуры работников связи. В 1933—1939 годах на выставках экспонировались его работы из гипса: «Бригадир в колхозе», «Сидящая», группа «В засаде», «Женщина-конструктор», «Женщина-металлист», композиция «Ильич с пионерами в семье батрака» и другие. В 1940 году получил почётный отзыв в конкурсе на проект памятника в Тронгзунде (ныне Высоцк) на месте боёв с белофиннами.
1 августа 1941 года был арестован, а затем осуждён по статье 58, п. 10, ч.2 на 10 лет лишения свободы и 5 лет поражения в правах. Умер в 1942 году в Ленинграде. Реабилитирован в 1992 году.